# Acide lipotéichoïque
Un acide lipotéichoïque (LTA) est un acide téichoïque lié à un diglycéride par une liaison ester. Les acides lipotéichoïques sont des constituants importants des parois bactériennes des bactéries à Gram positif. Ces organismes ont une membrane interne (ou cytoplasmique) et, à l'extérieur de celle-ci, une couche de peptidoglycane pouvant atteindre 80 nm d'épaisseur.
La structure des acides lipotéichoïques varie d'une espèce de bactérie à l'autre et peut contenir de longues chaînes de ribitol phosphate ou de glycérol-3-phosphate. Ces acides sont ancrés à la membrane cellulaire par un glycéride. Ils agissent comme régulateurs de l'activité des muramidases, enzymes autolytiques de la paroi bactérienne. Ils possèdent des propriétés antigéniques capables de stimuler une réponse immunitaire et sont libérés par les cellules bactériennes essentiellement après la bactériolyse induite par des lysozymes, des peptides cationiques des leucocytes, ou des antibiotiques β-lactame.